# ریاض اللافی
ریاض اللافی (عربی: رياض اللافي؛ زادهٔ ۵ ژوئیهٔ ۱۹۸۰) بازیکن فوتبال اهل لیبی بود.
وی همچنین در تیم ملی فوتبال لیبی بازی کرده‌است.